# Park Narodowy Ziemi Ognistej
Park Narodowy Ziemi Ognistej (hiszp. Parque Nacional de Tierra del Fuego) – park narodowy w Argentynie. Został założony w 1960 r. na obszarze prowincji Ziemia Ognista. Zajmuje powierzchnię 63 tys. hektarów i jest położony wzdłuż granicy z Chile. 
Park miał objąć ochroną południowe lasy wilgotne typu lenga oraz wiecznie zielone formacje typu coihue. Występują w nim typowe krajobrazy lodowcowe, górzyste z głębokimi dolinami wypełnionymi rzekami i jeziorami do których należą dwa największe: Fagnano i Roca, klifowe wybrzeża i małe plaże, na których odnalazły dla siebie idealne warunki gatunki ptaków nadbrzeżnych. Występują tu także torfowiska, andyjski step oraz łąki z charakterystycznymi, kwitnącymi wiosną orchideami. Jest to najliczniej odwiedzany park na Ziemi Ognistej. W 2004 roku odwiedziło go prawie 158 tysięcy osób, a od stycznia do marca 2005 prawie 167 tysięcy osób.

## Awifauna
Od roku 2008 obszar PN włączony jest do Important Bird Area o nazwie Parque Nacional Tierra del Fuego y Reserva Provincial Corazón de la Isla. Do gatunków uznanych za „trigger species” należą: narażone na wyginięcie kondor wielki (Vultur gryphus), karakara falklandzka (Phalcoboenus australis), myszołów patagoński (Buteo ventralis) oraz bekas kordylierski (Gallinago stricklandii), a także gatunki najmniejszej troski - magelanka rudogłowa (Chloephaga rubidiceps), szarogłowik (Colorhamphus parvirostris), krytonosek andyjski (Scytalopus magellanicus), trzęsiogon szaroboczny (Cinclodes oustaleti), trzęsiogon czarniawy (Cinclodes antarcticus) oraz magelańczyk żółtowąsy (Melanodera xanthogramma).